# Chilicola obesifrons
Chilicola obesifrons är en biart som beskrevs av Packer 2007. Chilicola obesifrons ingår i släktet Chilicola och familjen korttungebin. Inga underarter finns listade i Catalogue of Life.